# バーナム (スコットランド)
バーナム（英語: Birnam, スコットランド・ゲール語: Braonan）は、スコットランド中部パース・アンド・キンロスの村である。テイ川 (River Tay) のほとりに位置する。A9号線（パースシャーを旅行する際のメインルート）でパースから19 km（12マイル）北、スコットランド内で「大木地方」（英語: Big Tree Country）と呼ばれるエリアにある。村落はヴィクトリア朝期、1856年の鉄道開通に起源を持つが、場所はそれ以前からシェイクスピアの戯曲『マクベス』に、
マクベス　バーナムの森がダンシネインに押し寄せてくるまでは、おれは怖れもたじろぎもせんからな。—シェイクスピア『マクベス』五幕三場.
として重要なトリックの種として「バーナムの森 (Birnam Wood)」が登場することでよく知られていた。
鉄道建設以前から存在する唯一の主要建築物である、リトル・ダンケルド教区の教会は現在も墓地とともに古くからの場所に存在する。9世紀半ばにスコットランドの初代国王ケネス1世が聖コルンバの遺骨を運んだ修道院があり、また大聖堂で知られるダンケルドは川の対岸に位置する。

## 交通

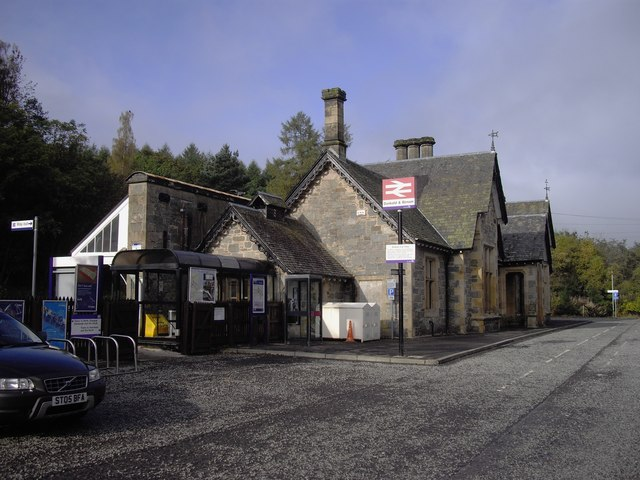
ダンケルド・アンド・バーナム駅

1977年、バーナムは近隣のダンケルドおよびリトル・ダンケルドとともにA9号線のルートから外れた。村は現在車でグラスゴーおよびエディンバラから1時間、インヴァネスから2時間の距離にある。バーナムとダンケルドには、A9号線沿いにバスが定期運行されており、中でも Scottish Citylink による長距離バスの運行がある。パースとインヴァネスを結ぶハイランド本線のダンケルド・アンド・バーナム駅から鉄道を利用できる。路線を走る列車のほとんどはエディンバラ・ウェイヴァリー駅かグラスゴー・クイーンストリート駅まで乗り入れる。日曜日にはイースト・コースト本線の列車運行会社によって南行列車がエディンバラ経由でロンドン・キングス・クロス駅まで乗り入れるが、対応するロンドン発の北行列車は存在しない。カレドニアン・スリーパーが（土曜日以外）毎日ロンドン・ユーストン駅までを結ぶ。

## 著名な人物

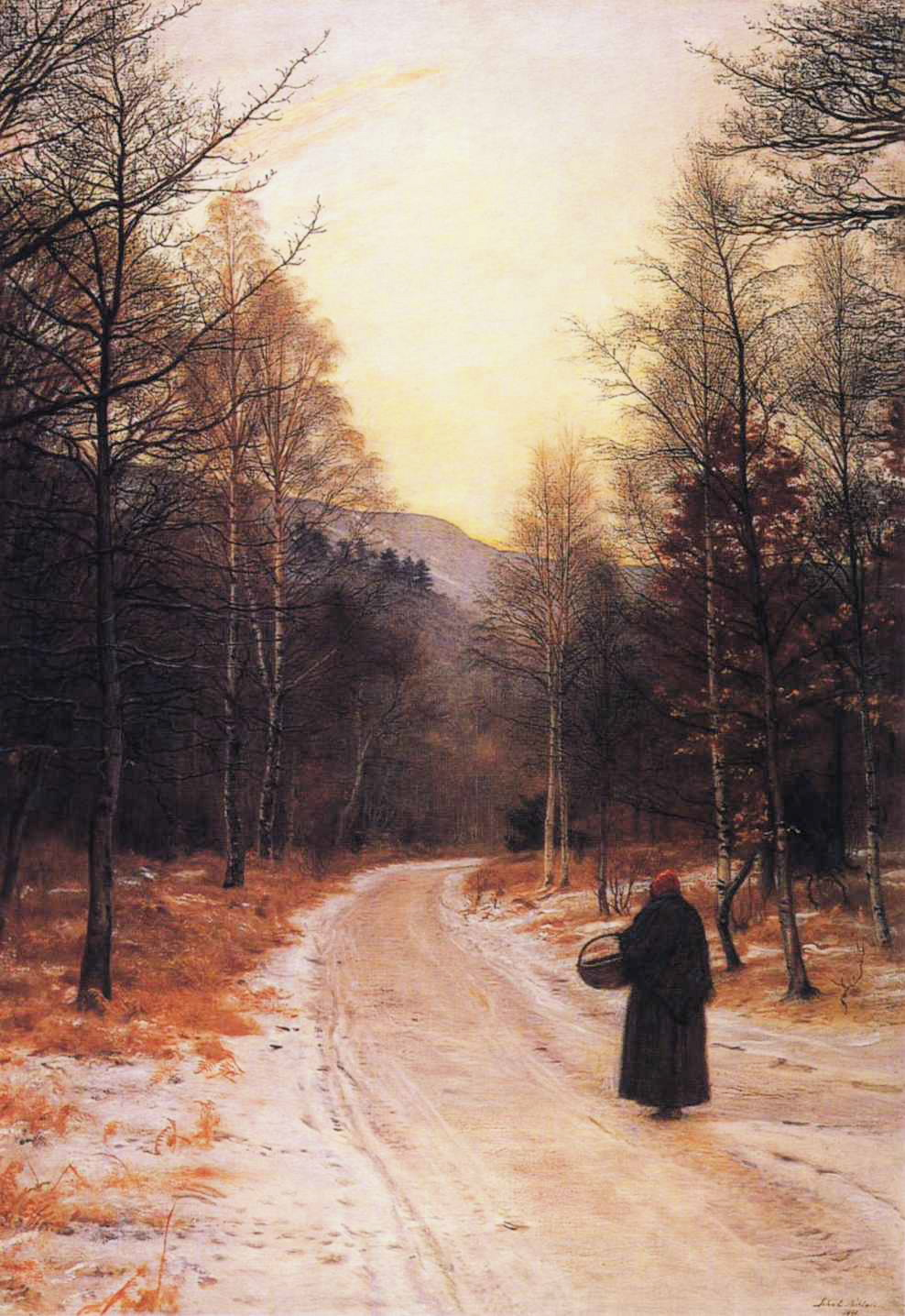
『バーナム峡谷』（1890年、ジョン・エヴァレット・ミレー）

田舎の風景を多く描いたジョン・エヴァレット・ミレーと、ビアトリクス・ポターおよびその家族はバーナムをよく訪れた。1893年9月4日、幼馴染のノエル・ムーア（Noel Moor）に宛てて絵手紙を書きながら、ポターは彼女の最初の本『ピーターラビットのおはなし』をイーストウッド・ハウスで執筆した。ポターと彼女のキャラクターに捧げられた資料館及び庭園がバーナムに存在する。
George Smyttan 博士（FRSE, HEIC, 1789年 - 1863年）はダンケルドで生まれ育ち、生涯にわたってバーナムとつながりを持ち続けた。

## 見所
バーナム・オークという老木がバーナムの中心から数百メートル離れたマーシー荘園にある。木はもともと「絞首人の木」（英語: The Hangman's Tree）として知られていた。バーナム・オークは『マクベス』に登場するバーナムの森の唯一の痕跡だと信じられている。
ビアトリクス・ポター資料館・庭園に加え、バーナムには自治体の運営する、芸術およびパフォーマンス・センターと図書館を備えたバーナム芸術会館（英語: Birnam Arts and Conference Centre）が存在する。
バーナム・ハイランドゲームズはハギスの早食い世界大会の会場となる。

## 画像

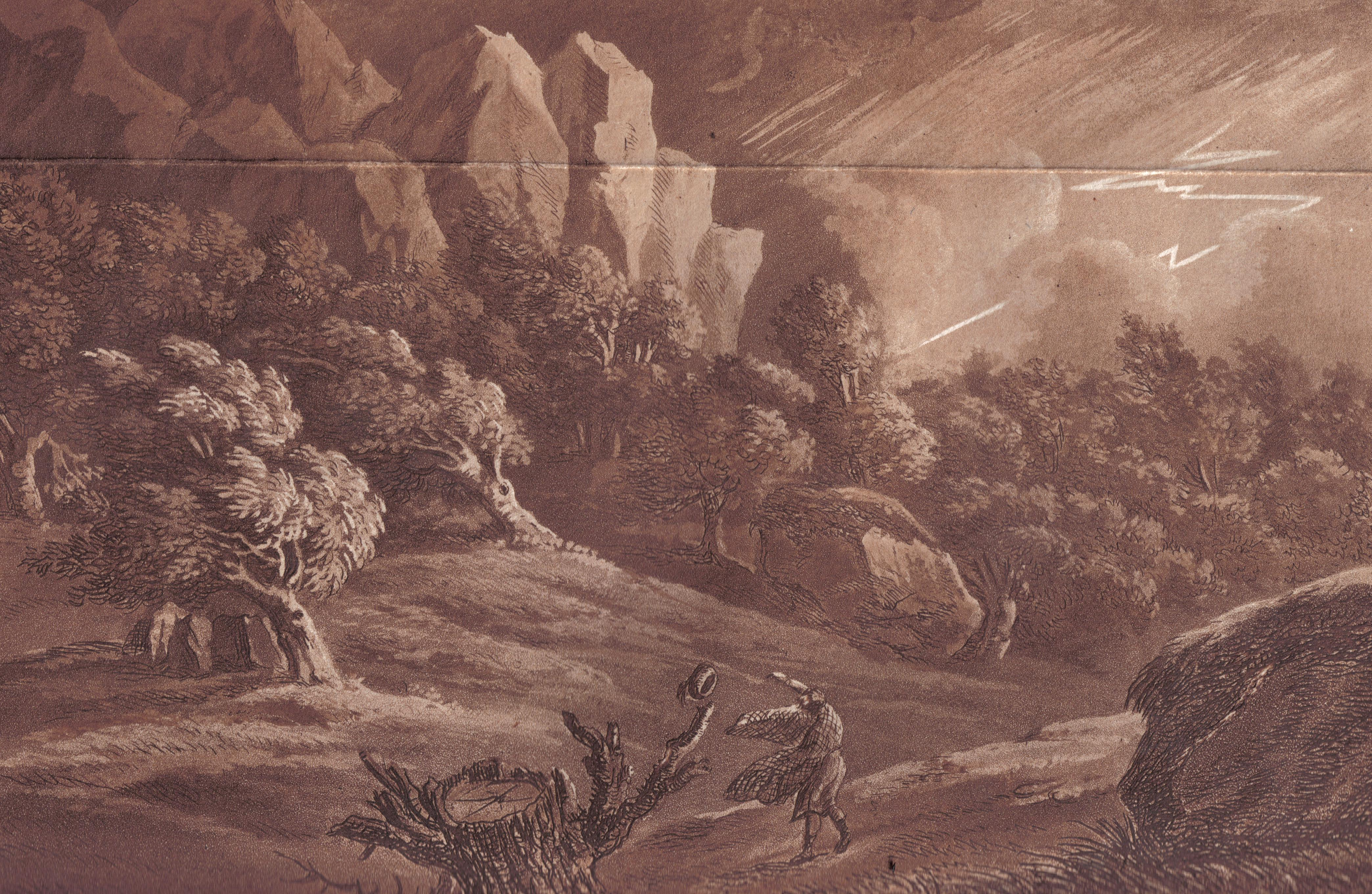
1800年のバーナムの森
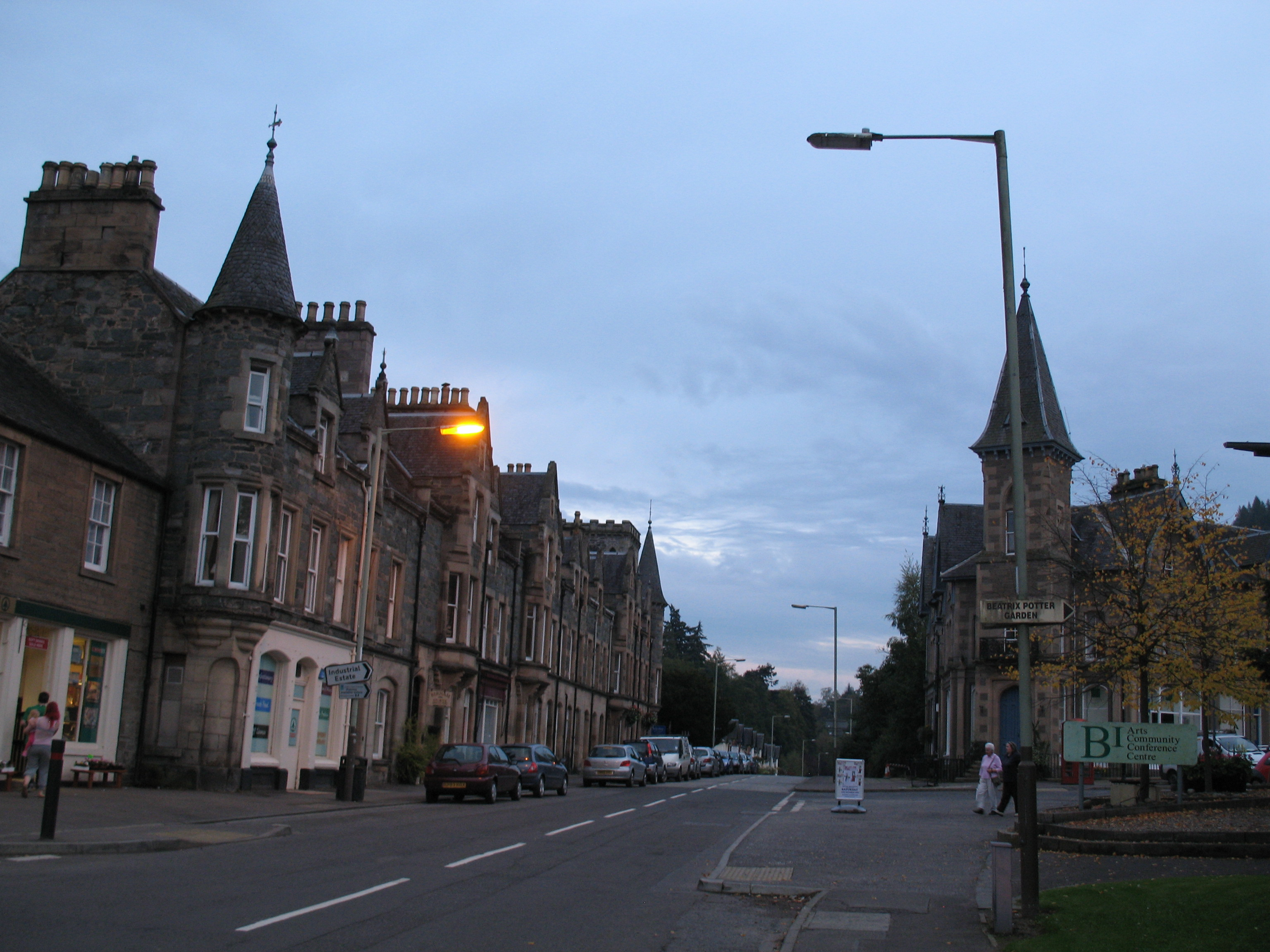
大通り
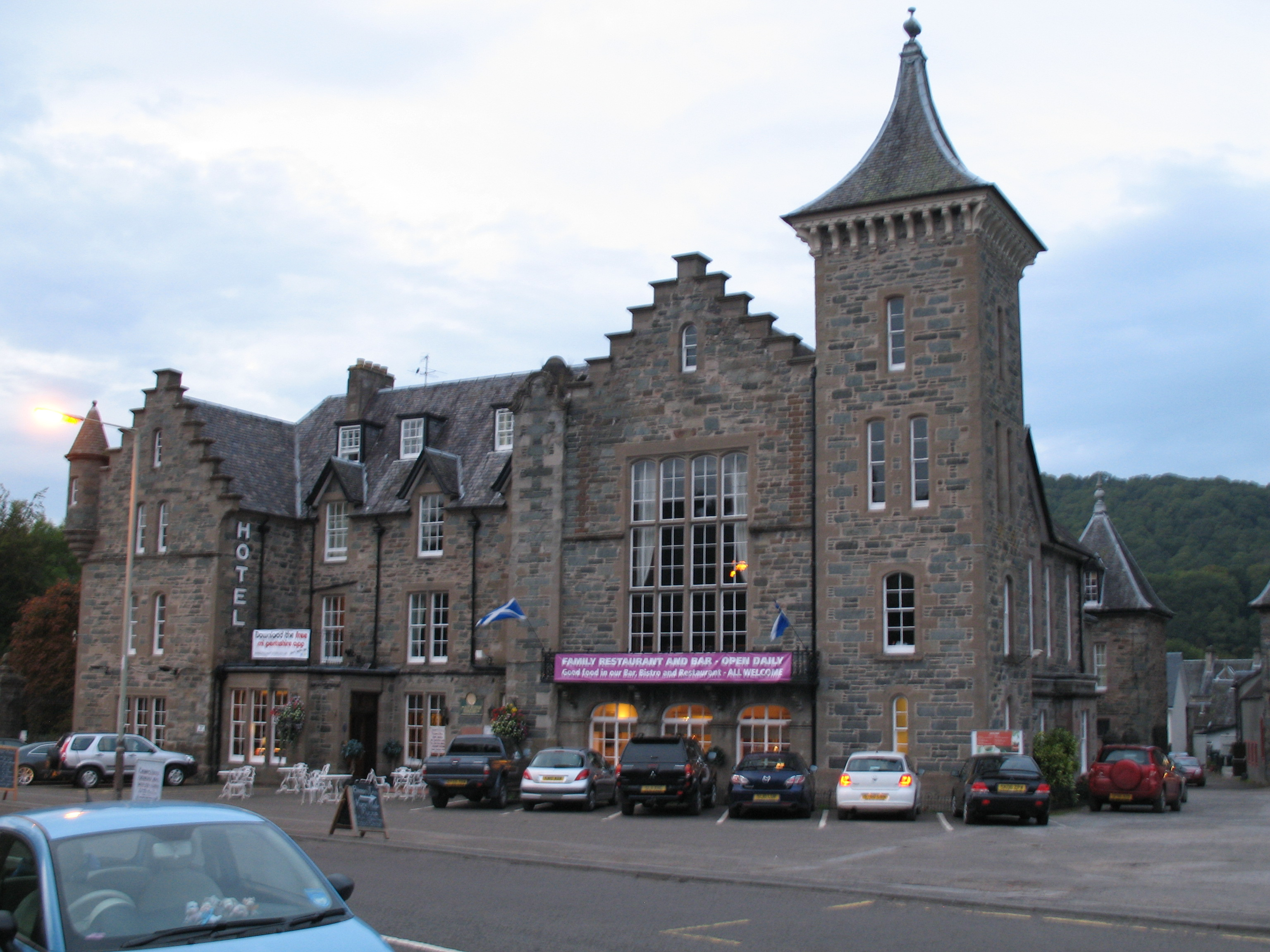
バーナム・ホテル
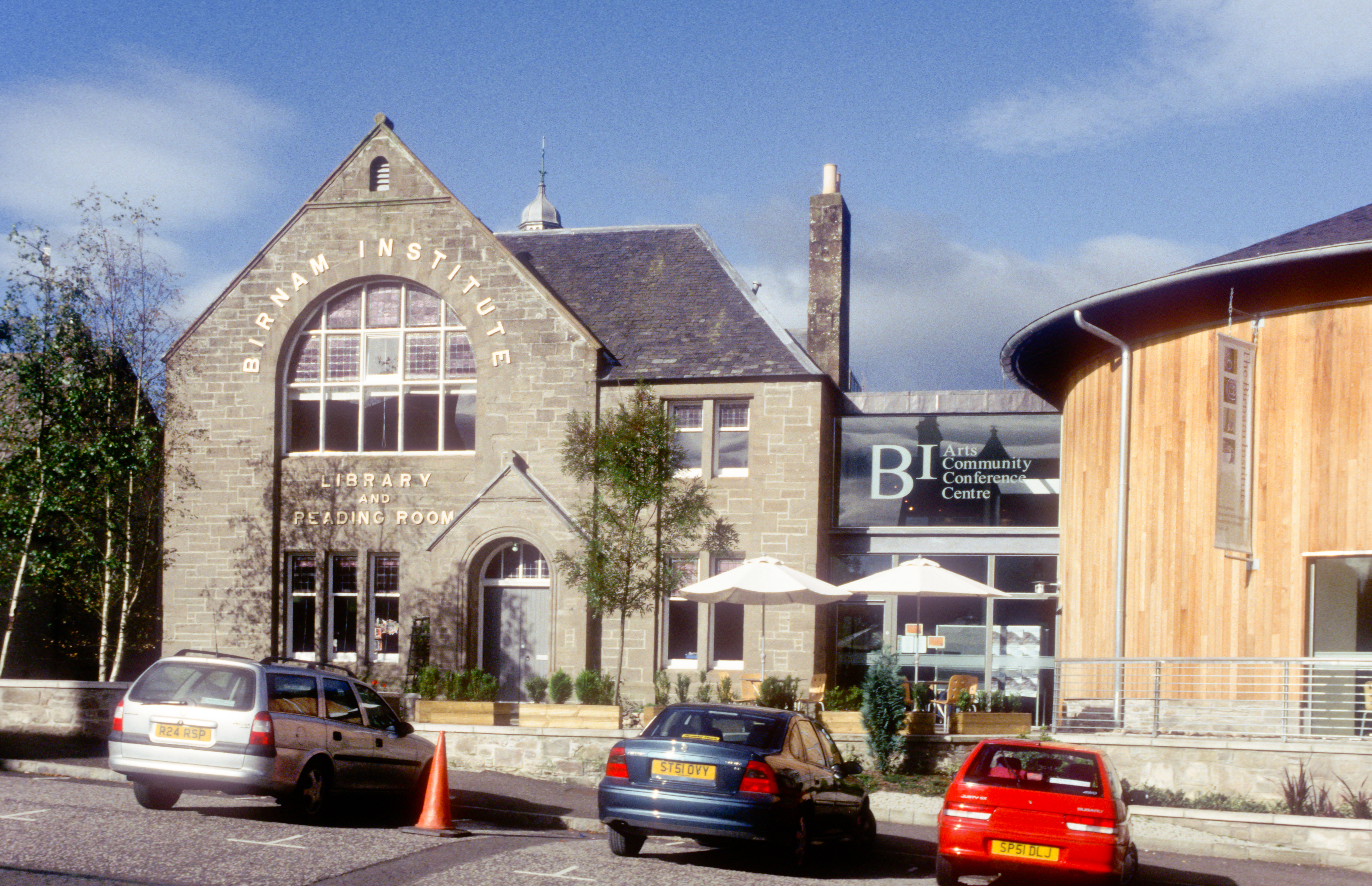
バーナム芸術会館
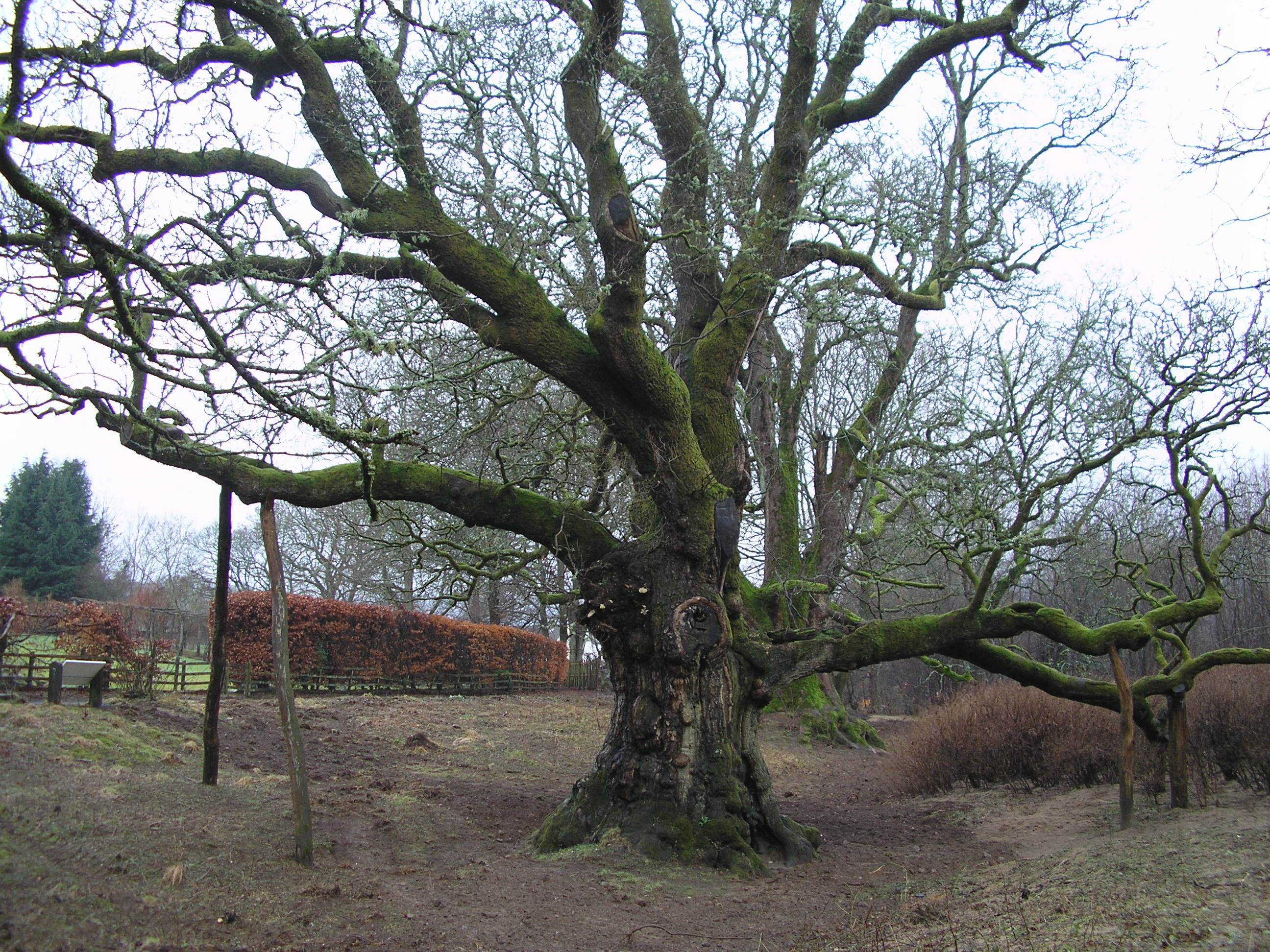
バーナム・オーク（英語版）

### 訳注
1. ↑  和訳文はシェイクスピア 著、安西徹雄 訳『マクベス』光文社、2008年、163頁。より引用。